# ماري آن كيروين
ماري آن كيروين (بالإنجليزية: Mary Ann Kerwin)‏ هي محامية أمريكية، ولدت في 1931 في ويسكونسن في الولايات المتحدة.